# Улрих Цвингли
Улрих Цвингли (1. јануар 1484 — 11. октобар 1531) је био вођа реформације у Швајцарској. Рођен је у време када се рађао швајцарски патриотизам и када је критикован швајцарски систем најамника. Школовао се на универзитетима у Бечу и Базелу, центрима хуманизма. Док је служио као пастор у Гларусу и касније у Ајнсиделну наставио је да изучава дела хуманиста а на њега је нарочити утисак оставило дело Еразма Ротердамског.
Године 1519. постао је свештеник у Гросминстеру у Цириху где је проповедао идеје о реформи католичке цркве. У првој јавној контроверзи 1522. године критиковао је неке елементе праксе католика током ускршњег поста. У својим радовима нападао је корумпираност у црквеној хијерархији, свештеничке бракове и постојање ликовних представа у богослужбеним објектима. Године 1525. увео је нов начин вршења литургије уместо дотадашње мисе. Сукобљавао се са радикалним реформаторским крилом које су оличавали анабаптисти.
Реформација се проширила Швајцарском али су се неки кантони успротивили остајући верни католицизму. Цвингли је оформио лигу реформаторских кантона која је поделила Конфедерацију по верском принципу. Године 1529. рат између две стране је избегнут у последњем тренутку. У међувремену Цвинглијеве идеје привукле су пажњу Мартина Лутера у других реформиста. Они су се састали на Марбуршком састанку али нису успели да се у потпуности усагласе.
Године 1531. Цвинглијева алијанса је извела неуспешну блокаду католичких кантона. Ови кантони су одговорили нападом у тренутку када Цирих није био спреман. Цвингли је погинуо у борби када му је било 47 година. Његово учење одиграло је велику улогу у формирању реформаторских теолошких начела и данас је битан елемент протестантизма.

## Живот

### Ране године (1484–1518)
Улрих Цвингли рођен је 1. јануара 1484. у Вилдхаусу, у долини Тогенбург у Швајцарској, у породици сељака, као треће дете од деветоро деце. Његов отац, Улрих, имао је водећу улогу у администрацији заједнице (Амтман или главни локални судија). Цвинглијеву основну образовање обезбедио је његов ујак, Бартоломеј, свештеник у Весену, где је вероватно упознао Катарину фон Зимерн. Са десет година, Цвингли је послат у Басел да стекне средњешколско образовање, где је учио латински под магистратом Грегори Бинзлијем. Након три године у Базелу, кратко је боравио у Берну код хуманисте, Хенрија Волфлина. Доминиканци у Берну покушали су да убеде Цвинглија да се придружи њиховом реду и могуће је да је примљен као искушеник. Међутим, његов отац и ујак нису одобравали такав курс и он је напустио Берн не завршивши студије латинског језика. Уписао се на Бечки универзитет у зимском семестру 1498. године, али је, према евиденцији универзитета, искључен. Међутим, није извесно да је Цвингли заиста избачен, јер се он поново уписао у летњем семестру 1500. године; његове активности 1499. су непознате. Цвингли је наставио студије у Бечу до 1502. године, након чега је прешао на Универзитет у Базелу где је 1506. године магистрирао уметност.
Цвингли је заређен у Констанцу, седишту локалне бискупије, а своју прву мису обавио је у свом родном граду, Вилдхаусу, 29. септембра 1506. Као млади свештеник студирао је мало теологије, али се то тада није сматрало необичним. Његово прво црквено место било је пастирство града Гларуса, где је остао десет година. У Гларусу, чији су војници кориштени као плаћеници по Европи, Цвингли се укључио у политику. Швајцарска конфедерација била је умешана у разне кампање са суседима: Французима, Хабсбурговцима и Папском државом. Цвингли се чврсто поставио на страну Римске столице. Заузврат, папа Јулије II почастио је Цвинглија тако што му је обезбедио годишњу пензију. Он је преузео улогу капелана у неколико кампања у Италији, укључујући битку код Новаре 1513. Међутим, одлучујући пораз Швајцараца у бици код Марињана изазвао је промену расположења у Гларусу у корист Француза, а не папе. Цвингли, папски партизан, нашао се у тешком положају и одлучио је да се повуче у Ајнзиделн у кантону Швиц. До тада се већ уверио да је плаћеничка служба неморална и да је швајцарско јединство неопходно за било која будућа достигнућа. Неки од његових најстаријих сачуваних списа, попут Вола (1510) и Лабиринта (1516), напали су систем плаћеника користећи алегорију и сатиру. Његови земљаци су представљени као врли људи унутар француског, царског и папског троугла. Цвингли је остао у Ајнзиделну две године током којих се потпуно повукао из политике у корист црквених активности и личних студија.
Цвинглијево време као пароха у Гларусу и Ајнзиделну карактерише унутрашњи раст и развој. Он је усавршио свој грчки језик и почео је да проучава хебрејски. Његова библиотека садржавала је преко триста свезака из којих је могао да се ослања на класична, патристичка и сколастичка дела. Он је размењивао је сколастичка писма са кругом швајцарских хуманиста и почео да проучава Еразмијеве списе. Цвингли је искористио прилику да га упозна док је Еразмус боравио у Базелу између августа 1514. и маја 1516. Цвинглијево окретање релативном пацифизму и његов фокус на проповедање могу се пратити до утицаја Еразмија.
Крајем 1518. место Leutpriestertum (народног свештеника) Гросминстера у Цириху је упражњено. Каноници фондације која је управљала Гросминстером препознали су Цвинглијеву репутацију као доброг проповедника и писца. Његова веза са хуманистима била је одлучујући фактор, јер је неколико канона било наклоњено Еразмијевој реформи. Осим тога, његово противљење Французима и плаћеничкој служби поздравили су политичари из Цириха. Канони су 11. децембра 1518. изабрали Цвинглија за свештеника, а 27. децембра трајно се преселио у Цирих.